# 电信级NAT

电信级NAT示意图。

电信级NAT或运营商级NAT（Carrier-grade NAT，缩写为CGNAT或CGN），也称大规模NAT（large-scale NAT，缩写LSN），是运营商为了缓解IPv4地址枯竭问题，向客户分配私网IPv4地址而非公网地址，并通过自身的中间件完成的网络地址转换（NAT）操作。电信级NAT可以让更多的终端设备共享一个公共地址。
电信级NAT的一种常见应用场景为NAT444。该场景中，客户到公网的访问将经历两次NAT：源地址由客户的私有网段先转换至运营商的私有网段，再转换至运营商的公网IPv4地址。
另一种电信级NAT的场景是双栈精简版（Dual-Stack Lite，也称DS-Lite），其中运营商的网络使用IPv6，因此只需要两个IPv4网段。

## 共享地址空间
如果运营商使用RFC 1918中的地址作为电信级NAT的地址空间，那么已经使用RFC 1918空间的客户设备将存在与之冲突的风险，原因是如果网络接口的内部地址与外部地址相同，路由和NAT将无法正常工作。
此情况促使一些运营商通过ARIN制定政策，希望为电信级NAT分配新的私有地址空间，但遭到了ARIN的推迟，直到IETF通过了备忘录RFC 2860，明确了分配IP地址的若干细节问题。
IETF之后发布了RFC 6598，详述了为电信级NAT部署使用的共享地址空间。ARIN根据此分配的需求将地址空间返还给了IANA。分配的地址块为100.64.0.0/10，即100.64.0.0到100.127.255.255。

## 优点
- 最大化利用本已有限的IPv4地址空间。
- 由于客户的设备不直接存在于公网上，可能在一定程度上有助于保护其免受攻击。

## 缺点
电信级NAT遭受到了如下批评：
- 与任何形式的NAT一样，电信级NAT违背了端到端原则。[5]
- 由于其有状态（英语：Stateful）的特性，电信级NAT有显著的安全性、可扩展性和可靠性问题。
- 电信级NAT使执法行动查阅变得更加困难，因为需要保留额外的NAT日志。
- 在电信级NAT下无法运行网络托管服务。
- 无法对需要公网IPv4地址的业务（如网络托管服务）使用电信级NAT，因而其对解决IPv4地址枯竭问题作用有限。

电信级NAT通常会阻止客户使用端口映射，因为网络地址转换（NAT）通常通过将网络中NAT设备的端口映射到外部接口的其他端口来实现，这样路由器才能将请求映射到到正确的设备。在电信级NAT网络中，即使客户端的路由器已配置端口转发，运营商处运行电信级NAT的主路由器仍将阻止端口转发，因此实际的端口将不是客户配置的端口。为了克服前者的缺点，端口控制协议（PCP）已在RFC 6887中标准化。
此外，在极少数情况下，可能会遇到IP地址封禁问题。以维基百科为例，系统会封禁破坏者的IP地址。如果该IP地址恰巧为某电信级NAT的出口地址，那么该NAT下的正常用户将同时被封锁。